# Paul Aguon
 Paul San Nicolas Aguon III – guamski zapaśnik walczący w obu stylach. Zajął 21. miejsce na mistrzostwach świata w 2018. Wicemistrz igrzysk mikronezyjskich w 2018. Złoty medalista mistrzostw Oceanii w 2018 roku.